# 熊本駅前看護リハビリテーション学院
熊本駅前看護リハビリテーション学院（くまもとえきまえかんごリハビリテーションがくいん）は、熊本県熊本市西区春日にある専門学校。運営は学校法人青照学舎（せいしょうがくしゃ）。2009年4月まで校名は「熊本駅前リハビリテーション専門学校」（くまもとえきまえリハビリテーションせんもんがっこう）だった。本項では、かつて当校の一部に所在したダイエー熊本駅前店(-くまもとえきまえてん)についても記述する。

## 概要
本校は、熊本駅周辺の再開発計画の1つとして、熊本市の「中心市街地活性化基本計画」にもとづいて誘致された。また、建設の際の土地構造の調査や旧来の建物の解体には国土交通省や熊本市の「暮らし・にぎわい再生事業」にもどつく補助金を活用した。

### 敷地について
この場所は、ダイエー熊本駅前店（旧ユニード）の跡地である。1964年にスーパー丸栄熊本駅前店として開店後、ユニード→ダイエーとなり31年間営業していたが1995年2月5日に閉店。閉店後は10年以上にわたり空きビルだったが、ダイエーが経営再建策の一環としてこの土地を手放すことを2005年7月に決定し、同年12月に産業再生機構を通じて青照学舎が買収した。
建物の老朽化が激しいのに加え敷地前の道路を拡幅する計画が持ち上がっていたため、ダイエーの建物はあえて残したままその裏（かつてダイエーの駐車場だった部分）に校舎を新築した。校舎の建設途中である2008年1月頃から、13年もの間手つかずだった旧ダイエーの建物の解体がようやく始まったが、2008年3月に入って作業が数ヵ月にわたり一時中断するなどしたため解体作業が開校までに完了せず、2008年7月までは建物が併存している状態だった。
この敷地の残りの部分（産業道路側）には、関連する複合施設2棟を今後新たに建設する計画だが、事業着工は春日橋の架替・拡幅完了後となるため、しばらくは更地のままの状態が続く見通しであった。しかし、計画されていた複合施設2棟のうち、社会福祉施設のみに用途変更された1棟が2012年12月13日に事業着工され、特別養護老人ホーム「グッドライフ熊本駅前」として2013年9月末竣工、同年10月1日に開業（同施設の運営は、学校法人青照学舎のグループとして今回の施設整備のために2012年6月に新設された「社会福祉法人青照館」が行う）。

## 沿革
- 2007年8月23日 - 校舎建設着工。

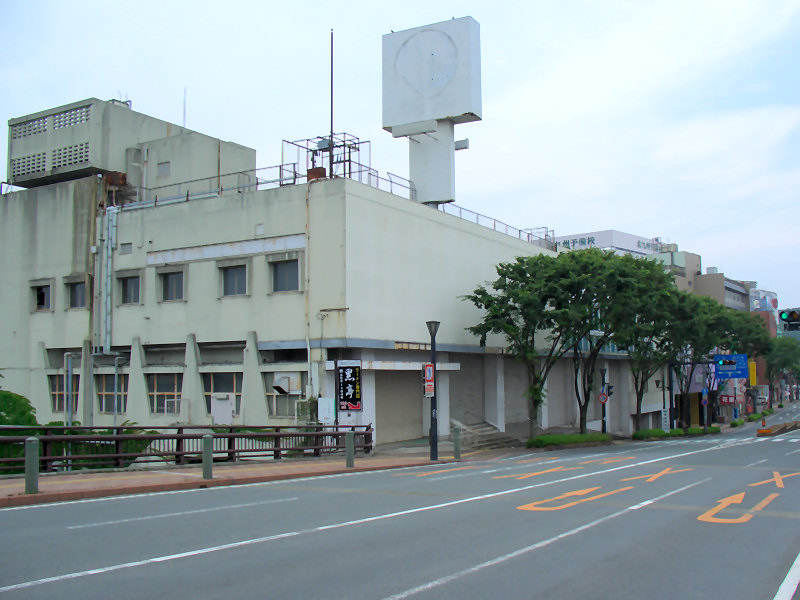
旧ダイエー熊本駅前店跡

- 2008年1月中旬頃 - ダイエーの建物解体開始。
- 2008年4月 - 開校。第1回入学式を実施[8]。
- 2008年6月11日 - ダイエーの建物解体作業再開。
- 2008年7月下旬頃 - ダイエーの建物の解体・当該敷地の更地化完了。
- 2008年7月22日 - 看護学科棟建設着工[9]。
- 2009年4月 - 校名を「熊本駅前看護リハビリテーション学院」に変更。看護学科新設[10]。
- 2020年4月 - 言語聴覚療法学科新設

## 設置学科
- 理学療法学科（4年制・昼間）
- 作業療法学科（同上）
- 言語聴覚療法学科（同上）
- 看護学科（3年制・昼間）

## 取得できる資格・免許状
- 理学療法学科のみ
  - 理学療法士国家試験受験資格
- 作業療法学科のみ
  - 作業療法士国家試験受験資格
- 言語聴覚療法学科のみ
  - 言語聴覚士国家試験受験資格
- 看護学科のみ
  - 看護師国家試験受験資格
  - 保健師・助産師学校養成所受験資格
- 理学療法士学科、作業療法士学科
  - 公認障害者初級スポーツ指導員資格
- 各学科共通
  - 高度専門士称号（医療専門課程）・大学院入学試験受験資格

## 交通アクセス
- JR鹿児島本線 熊本駅 徒歩2分
- 熊本都市バス 本山営業所バス停 徒歩10分